# スカレッタ・ザンクレーア
スカレッタ・ザンクレーア（イタリア語: Scaletta Zanclea, シチリア語: Scaliètta）は、イタリア共和国シチリア州メッシーナ県にある、人口約2,000人の基礎自治体（コムーネ）。

## 地理

### 位置・広がり

#### 隣接コムーネ
隣接するコムーネは以下の通り。
- イターラ
- メッシーナ